# 哈塞爾 (北卡羅萊納州)
哈塞爾（英語：Hassell）是一個位於美國北卡羅萊納州馬丁縣的城鎮。

## 人口
根據2020年美國人口普查的數據，哈塞爾的面積為0.69平方千米，皆為陸地。當地共有人口49人，而人口密度為每平方千米71人。